# Mister Cool
Pour plus de détails, voir Fiche technique et Distribution.
Mister Cool, ou Un sacré bon gars au Québec (一個好人 Yat goh ho yan) est un film australo-américano-hongkongais réalisé par Sammo Hung, sorti en 1997.

## Synopsis
Melbourne. Diana, une journaliste travaillant pour la télévision, et son cadreur filment un règlement de comptes entre deux gangs rivaux, mais sont finalement repérés et poursuivis. Les bandits rattrapent le caméraman et le tuent ; quant à Diana, qui détient la vidéo sur laquelle est enregistré le règlement de comptes, elle parvient à leur échapper grâce à l'aide d'un passant rompu aux arts martiaux, Jackie, coprésentateur d'une émission de télévision culinaire.
Jackie dépose Diana chez elle avec sa voiture, mais la journaliste laisse sur la banquette arrière la vidéo compromettante, qu'elle confond avec une cassette appartenant à Jackie, sur laquelle est enregistrée l'une de ses émissions.
Jackie va ensuite rendre visite à un ami policier, Richard. Les enfants de Richard entrent par hasard en possession de la vidéo montrant le règlement de comptes, qu'ils prennent pour un film d'action. Par la suite, Jackie va être poursuivi par les deux gangs, qui pensent qu'il détient la fameuse cassette, alors qu'il n'a en fait aucune idée de l'endroit où elle se trouve...

## Fiche technique
- Titre français : Mister Cool
- Titre québécois : Un sacré bon gars
- Titre original : Yat goh ho yan
- Titre américain : No More Mr. Nice Guy
- Réalisation : Sammo Hung
- Scénario : Fibe Ma et Edward Tang
- Production : Leonard Ho et Chua Lam
  - Producteur délégué : Barbi Taylor
  - Producteur exécutif : Leonard Ho et Chua Lam
- Société de production : Golden Harvest
- Musique : Clarence Hui, Peter Kam et J. Peter Robinson
- Photographie : Raymond Lam
- Montage : Peter Cheung
- Décors : Horace Ma
- Costumes : Lui Fung Shan
- Pays de production :  Hong Kong,  États-Unis et  Australie
- Genre : Action, comédie
- Durée : 113 minutes (version originale hongkongaise) / 88 minutes (version américaine)
- Format : Couleurs (Cineart) - Son : DTS, SDDS, Dolby Digital - 2.35:1 -
- Budget : 6 000 000 US$
- Lieu de tournage : Australie
- Date de sortie :
  - Corée du Sud : 30 janvier 1997 (première mondiale)
  - Hong Kong : 31 janvier 1997
  - États-Unis : 18 mars 1998
  - Australie : 27 mai 1999
  - France : 28 juillet 1999
- Interdictions : États-Unis : PG-13 (for pervasive action violence, some sensuality and drug content)

## Distribution
Légende : VF = Version Française[réf. nécessaire] et VQ = Version Québécoise
- Jackie Chan (VF : William Coryn et VQ : François L'Écuyer) : Jackie
- Richard Norton (VF : Daniel Beretta et VQ : Pierre Chagnon) : Giancarlo
- Miki Lee : Miki
- Rachel Blakely : Sandy
- Karen McLymont (VQ : Hélène Mondoux) : Lakisha
- Gabrielle Fitzpatrick (VF : Déborah Perret et VQ : Christine Séguin) : Diana
- Vince Poletto (VF : Pierre Tessier et VQ : François Godin) : Romeo
- Barry Otto (VF : Gérard Rinaldi et VQ : Claude Préfontaine) : Baggio
- Peter Houghton : Richard
- Peter Lindsay : Grank
- David No (VF : Mathieu Buscatto et VQ : Sébastien Dhavernas) : Victor
- Sammo Hung : Le cycliste

## Accueil

### Box-office
- États-Unis : 12 716 953 $ US[2]
- Hong Kong : 45 420 457 $ HK[3]
- France : 165 744 entrées[2]
- Monde : 31 685 855 $[2]